# Guðjón Valur Sigurðsson
Guðjón Valur Sigurðsson (født 8. august 1979) er en tidligere islandsk håndboldspiller, som senest spillede for Paris Saint-Germain og Islands herrehåndboldlandshold. Han har tidligere også spillet for KA Akureyri, TUSEM Essen, VfL Gummersbach, Rhein-Neckar Löwen, AG København og den tyske storklub THW Kiel.
Guðjón Valur Sigurðsson har valgt at stoppe sin karriere efter 25 år på topplan. Han har (pr. 2024) rekorden for flest landsholdsmål nogensinde med 1875.